# GMAT
El GMAT (Graduate Management Admission Test) és un test d'aptitud d'anglès i una mica de matemàtiques per gestió d'empreses reconegut com a oficial als Estats Units. El GMAT es fa a distància amb ordinador i qualifica durant 5 anys l'estudiant segons la seva puntuació que va de 200 a 800 punts per accedir a estudis de graduat. El seu preu, de 2006 a 2009, ha estat $250 per tot el món.

## Innscripció i preparació
- La persona examinada es pot inscriure al GMAT de manera online o trucant a un dels centres organitzadors. Per fer un test, cal fer una cita en un dels centres d'examen.

- Existeixen ajudes per a la preparació de l'examen entre elles llibres de preparació del GMAT, cursos de preparació al GMAT (cursos presencials o online), o classes particulars.

- El cost de l'examen és $250.[1]

- No es pot presentar a un examen de GMAT més d'una vegada en un període de 31 dies, fins i tot si es cancel·len els exàmens.

## Altres remarques
- No es permet portar calculadores en el GMAT. Els càlculs s'han de realitzar a mà.

- Els rellotges digitals que portin les persones examinades poden ser confiscats durant el test.

- Es poden trobar exàmens del GMAT per a practicar.